# Szon
A szon (hangul: 선, handzsa: 膳, RR: seon) a koreai gasztronómiában a hússal vagy gombával töltött zöldségfélék elnevezése, amelyeket párolnak vagy főznek.

## Története
Az 1670 körül keletkezett Umsik timibang (Eumsik dimibang) (음식디미방) szakácskönyv említi a tonggvaszon (donggwaseon) (동과선) receptjét, amit viasztökből (Benincasa hispida) készítettek. A 19. században összeállított Siidzsonszo (Siuijeonseo) (시의전서) szakácskönyv a cukkiniből készített hobakszon (hobakseon) (호박선) receptjét taglalja. A cukkini belsejét kivájták és megtöltötték, majd megfőzték. Ecetből, szójaszószból és mézből kevert szósszal öntötték le és megszórták őrölt fenyőmaggal. Sült tojással, szeletelt csilipaprikával és szogi (seogi)val (석이; Umbilicaria esculenta, egyfajta gomba) tálalták.
A régi szakácskönyvek a legtöbb töltött, párolt ételre használták a szon (seon) kifejezést (청어선, cshongoszon (cheongeoseon): töltött párolt hering; 양선 jangszon (yangseon): töltött, párolt marhabelsőségek). Manapság már csak a töltött, párolt zöldségféléket értik rajta.

## Változatai
- kadzsiszon (gajiseon) (가지선): töltött padlizsán[3]
- oiszon (oiseon) (오이선): töltött uborka[4]
- pecshuszon (baechuseon) (배추선): töltött kínai kellevelek[5]
- tubuszon (dubuseon) (두부선): zöldségekkel, gombával és hússal párolt tofu, tömbökben felszolgálva[6]